# كوهي شيمودا
كوهي شيمودا (باليابانية: 下田 光平) (8 أبريل 1989 في أكيتا في اليابان – )؛ هو لاعب كرة قدم ياباني سابق كان يلعب كلاعب وسط.

## وصلات خارجية
- كوهي شيمودا على موقع رابطة كرة القدم اليابانية للمحترفين (اليابانية)
- كوهي شيمودا على موقع قاعدة بيانات كرة القدم.إي يو (الإنجليزية)
- كوهي شيمودا على موقع Soccerway.com (الإنجليزية)
- كوهي شيمودا على موقع عالم كرة القدم.نت (الإنجليزية)